# Abschnittsbefestigung Kalkofen
Die Abschnittsbefestigung Kalkofen ist eine vorgeschichtliche Abschnittsbefestigung auf 445 m ü. NHN ca. 900 m südsüdwestlich der Heilig-Kreuz-Kirche von Schambach, einem Gemeindeteil der Gemeinde Kipfenberg im Landkreis Eichstätt von Bayern. Die Anlage liegt 220 m östlich des unterhalb vorbeifließenden Schambachs und 50 m höher.
Die Abschnittsbefestigung wird als Bodendenkmal unter der Aktennummer D-1-7134-0095 als „Abschnittsbefestigung vorgeschichtlicher Zeitstellung“ geführt. Die in einem Waldgebiet liegende und in das Schambachtal vorragende Anlage ist grob dreieckig; die Basis des Dreiecks ist etwa 240 m lang, die Entfernung bis zur abfallenden Spornspitze beträgt ca. 400 m. Von der Anlage hat sich ein 400 Meter langer Abschnittswall erhalten.
Im Gemeindegebiet von Kipfenberg liegen noch weitere Abschnittsbefestigungen, eine liegt etwa 620 m nordnordwestlich der Heilig-Kreuz-Kirche von Schambach; diese wird als Bodendenkmal unter der Aktennummer D-1-7034-0055 als „Abschnittsbefestigung vorgeschichtlicher Zeitstellung, Siedlung der frühen Bronzezeit“ geführt. Die Anlage liegt 170 m östlich von dem unterhalb vorbeifließenden Schambach und 80 m höher. 1400 m nordöstlich befindet sich zudem die Abschnittsbefestigung Auf der Römerburg.
Weiter südlich liegt noch die Abschnittsbefestigung Hutsteine, die aber zur Gemeinde Böhmfeld gezählt wird.